# روسانا گسا
روسانا گسا (ایتالیایی: Rossana Ghessa؛ زادهٔ ۲۴ ژانویهٔ ۱۹۴۳) بازیگر اهل ایتالیا است.
از فیلم‌ها یا مجموعه‌های تلویزیونی که وی در آن‌ها نقش داشته‌است، می‌توان به کاخ فرشتگان اشاره نمود.